# 8929 Haginoshinji
A 8929 Haginoshinji (ideiglenes jelöléssel 1996 YQ2) a Naprendszer kisbolygóövében található aszteroida. Kobajasi Takao fedezte fel 1996. december 29-én.